# Sophie Adenot
Sophie Adenot (Imphy, Bourgogne-Franche-Comté, 5 juli 1982) is een Franse militaire officier, astronaut in opleiding, ingenieur, testpiloot en luitenant-kolonel van de Franse luchtmacht. Ze is de eerste vrouwelijke helikoptertestpiloot in Frankrijk. 
Op 23 november 2022 maakte het Europees Ruimteagentschap (ESA) bekend dat Adenot geselecteerd was om astronaut te worden.

## Biografie

### Jeugd en opleiding
Adenot werd op 5 juli 1982 geboren in Imphy, in het departement Nièvre in de regio Bourgogne-Franche-Comté.
Tussen 2001 en 2003 behaalde Adenot haar ingenieursdiploma aan het Institut supérieur de l'aéronautique et de l'espace in Toulouse. Hier specialiseerde ze zich in de vluchtdynamiek van ruimtevaartuigen en vliegtuigen. Ook haalde Adenot in deze tijd haar vliegbrevet. Ze vervolgde haar studie aan in de Verenigde Staten aan het Massachusetts Institute of Technology (MIT) in Boston, waar zij ook haar brevet voor sportparachutespringen behaalde. Tijdens haar Master of Science in human factors engineering maakte Adenot deel uit van het Man-Vehicle Laboratory van MIT. Voor haar masterscriptie onderzocht Adenot hoe het vestibulaire systeem zich aanpast aan kunstmatige zwaartekracht om zo een centrifugetraining voor astronauten te ontwerpen.
In oktober 2005 werd Adenot als luchtcadet toegelaten tot de École de l'Air, een Franse militaire academie waar piloten, ingenieurs en technici worden opgeleid voor de Franse luchtmacht. Daar deed Adenot de militaire basisopleiding en haar initiële vliegopleiding tot helikopterpiloot.
In 2019 studeerde Adenot cum laude af als helikoptertestpiloot aan de Britse Empire Test Pilots' School. Ze ontving hier de Mac Kenna-trofee en het Patuxtent-schild voor haar prestaties.

### Carrière

#### Airbus Helicopters
Na haar opleiding tot ingenieur in 2004 ging Adenot bij Airbus Helicopters (voorheen bekend als Eurocopter) aan de slag. Adenot werkte één jaar als onderzoeksingenieur voor het ontwerpen van helikoptercockpits bij Airbus Helicopters in Marignane.

#### Franse luchtmacht
Tussen 2008 en 2012 was Adenot opsporing- en reddingspiloot op de vliegbasis Cazaux. Tevens was Adenot in deze periode betrokken bij verschillende reddingsvluchten in woestijnachtige en vijandige omgevingen. Daarna diende Adenot van 2012 tot 2017 als formatievluchtleider en missiekapitein.
Van 2019 tot 2022 werkte Adenot als helikoptertestpiloot in het Franse vluchttestcentrum in Cazeaux. Ze heeft hier ruim 3000 vluchturen gemaakt en 22 verschillende helikoptertypes getest. Adenot was de eerste vrouwelijke helikoptertestpiloot in Frankrijk.
In 2022 ontving Adenot de Franse Nationale Orde van het Legion van Eer en in 2021 de medaille van het Franse parlement vanwege haar werk als ambassadeur voor gendergelijkheid in de wetenschap.

### Astronaut
Op 23 november 2022 maakte de ESA bekend dat Adenot deel uit maakte van de 2022 selectie van het Europese astronautenkorps. Uit ruim 22.000 kandidaten werden 5 beroepsastronauten, één para-astronaut en elf reserve-astronauten gekozen. Adenot behoord tot de vijf nieuwe beroepsastronauten van het korps.

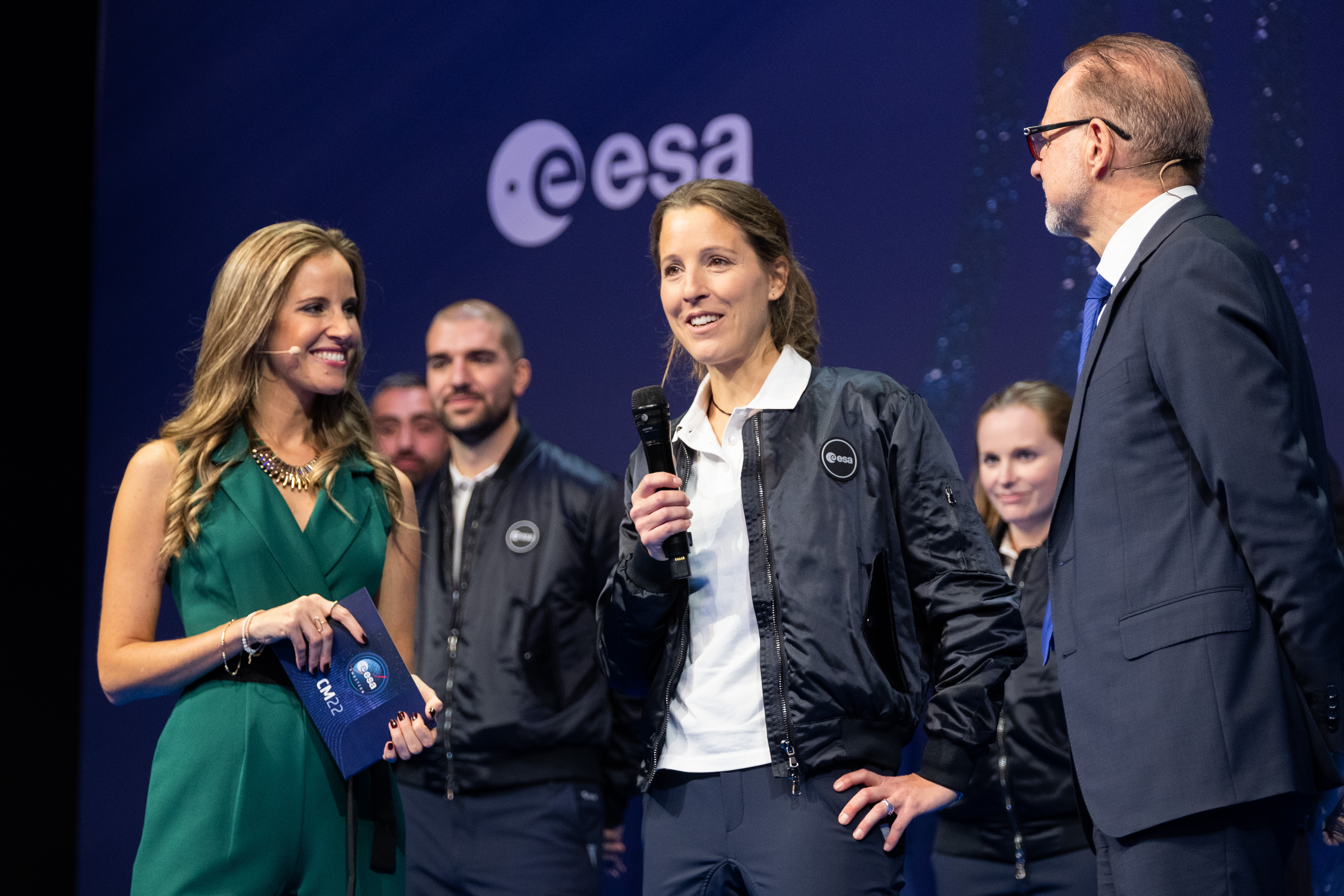
Adenot tijdens de bekendmaking van de 2022 selectie van het Europees astronautenkorps van de ESA.

Na Claudie Haigneré is Adenot de tweede Franse vrouw die deel uitmaakt van het Europese astronautenkorps.